# Natolin (Otwock)
Pour les articles homonymes, voir Natolin (homonymie).
Natolin (prononciation : [naˈtɔlin]) est un village polonais de la gmina d'Osieck dans le powiat d'Otwock de la voïvodie de Mazovie dans le centre-est de la Pologne.

## Histoire
De 1975 à 1998, le village appartenait administrativement à la voïvodie de Siedlce.